# Metrichia carbetina
Metrichia carbetina är en nattsländeart som först beskrevs av Lazar Botosaneanu 1994.  Metrichia carbetina ingår i släktet Metrichia och familjen smånattsländor. Inga underarter finns listade i Catalogue of Life.